# Stilte in de storm (single)
Stilte in de storm is een single uit 2008 van de Nederlandse zanger Jan Smit. Het was de tweede single van zijn gelijknamige album en de eerste na de operatie aan zijn stembanden. Stilte in de storm is tevens de titelsong van de Nederlandstalige film Brief voor de koning. Het nummer kwam nieuw binnen op de eerste plaats van de Single Top 100. In totaal zou het daar 2 weken verblijven.

## Hitnotering
| Stilte in de storm in de Nederlandse Top 40 binnen: 19 juli 2008 | Stilte in de storm in de Nederlandse Top 40 binnen: 19 juli 2008 | Stilte in de storm in de Nederlandse Top 40 binnen: 19 juli 2008 | Stilte in de storm in de Nederlandse Top 40 binnen: 19 juli 2008 | Stilte in de storm in de Nederlandse Top 40 binnen: 19 juli 2008 | Stilte in de storm in de Nederlandse Top 40 binnen: 19 juli 2008 | Stilte in de storm in de Nederlandse Top 40 binnen: 19 juli 2008 | Stilte in de storm in de Nederlandse Top 40 binnen: 19 juli 2008 | Stilte in de storm in de Nederlandse Top 40 binnen: 19 juli 2008 | Stilte in de storm in de Nederlandse Top 40 binnen: 19 juli 2008 | Stilte in de storm in de Nederlandse Top 40 binnen: 19 juli 2008 | Stilte in de storm in de Nederlandse Top 40 binnen: 19 juli 2008 | Stilte in de storm in de Nederlandse Top 40 binnen: 19 juli 2008 |
| Week                                                             | 1                                                                | 2                                                                | 3                                                                | 4                                                                | 5                                                                | 6                                                                | 7                                                                | 8                                                                | 9                                                                | 10                                                               | 11                                                               |                                                                  |
| ---------------------------------------------------------------- | ---------------------------------------------------------------- | ---------------------------------------------------------------- | ---------------------------------------------------------------- | ---------------------------------------------------------------- | ---------------------------------------------------------------- | ---------------------------------------------------------------- | ---------------------------------------------------------------- | ---------------------------------------------------------------- | ---------------------------------------------------------------- | ---------------------------------------------------------------- | ---------------------------------------------------------------- | ---------------------------------------------------------------- |
| Positie                                                          | 5                                                                | 2                                                                | 2                                                                | 3                                                                | 5                                                                | 8                                                                | 14                                                               | 15                                                               | 17                                                               | 23                                                               | 32                                                               | uit                                                              |

| Stilte in de storm in de Single Top 100 binnen: 19 juli 2008 | Stilte in de storm in de Single Top 100 binnen: 19 juli 2008 | Stilte in de storm in de Single Top 100 binnen: 19 juli 2008 | Stilte in de storm in de Single Top 100 binnen: 19 juli 2008 | Stilte in de storm in de Single Top 100 binnen: 19 juli 2008 | Stilte in de storm in de Single Top 100 binnen: 19 juli 2008 | Stilte in de storm in de Single Top 100 binnen: 19 juli 2008 | Stilte in de storm in de Single Top 100 binnen: 19 juli 2008 | Stilte in de storm in de Single Top 100 binnen: 19 juli 2008 | Stilte in de storm in de Single Top 100 binnen: 19 juli 2008 | Stilte in de storm in de Single Top 100 binnen: 19 juli 2008 | Stilte in de storm in de Single Top 100 binnen: 19 juli 2008 | Stilte in de storm in de Single Top 100 binnen: 19 juli 2008 | Stilte in de storm in de Single Top 100 binnen: 19 juli 2008 | Stilte in de storm in de Single Top 100 binnen: 19 juli 2008 | Stilte in de storm in de Single Top 100 binnen: 19 juli 2008 | Stilte in de storm in de Single Top 100 binnen: 19 juli 2008 | Stilte in de storm in de Single Top 100 binnen: 19 juli 2008 |
| Week                                                         | 1                                                            | 2                                                            | 3                                                            | 4                                                            | 5                                                            | 6                                                            | 7                                                            | 8                                                            | 9                                                            | 10                                                           | 11                                                           | 12                                                           | 13                                                           | 14                                                           | 15                                                           | 16                                                           |                                                              |
| ------------------------------------------------------------ | ------------------------------------------------------------ | ------------------------------------------------------------ | ------------------------------------------------------------ | ------------------------------------------------------------ | ------------------------------------------------------------ | ------------------------------------------------------------ | ------------------------------------------------------------ | ------------------------------------------------------------ | ------------------------------------------------------------ | ------------------------------------------------------------ | ------------------------------------------------------------ | ------------------------------------------------------------ | ------------------------------------------------------------ | ------------------------------------------------------------ | ------------------------------------------------------------ | ------------------------------------------------------------ | ------------------------------------------------------------ |
| Positie                                                      | 1                                                            | 1                                                            | 3                                                            | 2                                                            | 8                                                            | 10                                                           | 16                                                           | 10                                                           | 13                                                           | 26                                                           | 28                                                           | 38                                                           | 67                                                           | 66                                                           | 72                                                           | 91                                                           | uit                                                          |

### NPO Radio 2 Top 2000
| Nummer met noteringen in de NPO Radio 2 Top 2000 | '10  | '11  |
| ------------------------------------------------ | ---- | ---- |
| Stilte in de storm                               | 1706 | 1545 |

1. ↑  Een vetgedrukt getal geeft de hoogste notering aan.
2. ↑  2010 was het eerste jaar met een notering voor dit nummer.
3. ↑  Deze tabel is bijgewerkt tot en met de laatste editie (2024).